# Hontomín
Hontomín es un antiguo municipio (código INE-09161) correspondiente a una localidad y entidad local menor perteneciente a Merindad de Río Ubierna. Está situada en la comarca del Alfoz de Burgos, a 28 kilómetros al norte de la capital provincial.
Se encuentra situado en el límite entre 2 cuencas hidrográficas. Se dice que una parte de algunos tejados llevan el agua a la vertiente del Ebro a través del río Homino, mientras que otros tejados lo hacen a la parte del Duero, a través de arroyos como el Hontoria.
Es un importante lugar de paso desde la antigüedad, pues se encuentra en el antiguo camino que comunicaba Burgos con Laredo, y forma parte de la Ruta de Carlos V, ya que el emperador pernoctó una noche en la localidad. 
Conserva su arquitectura tradicional en torno a un casco urbano consolidado, en el que destaca la Iglesia de San Lorenzo, así como un puente de traza medieval, y una fuente con abrevadero.

## Situación
Dista 20 km de la capital del municipio, Sotopalacios, en el páramo de Masa, junto al arroyo Hontoria y el río Homino.

## Transportes

### Carretera

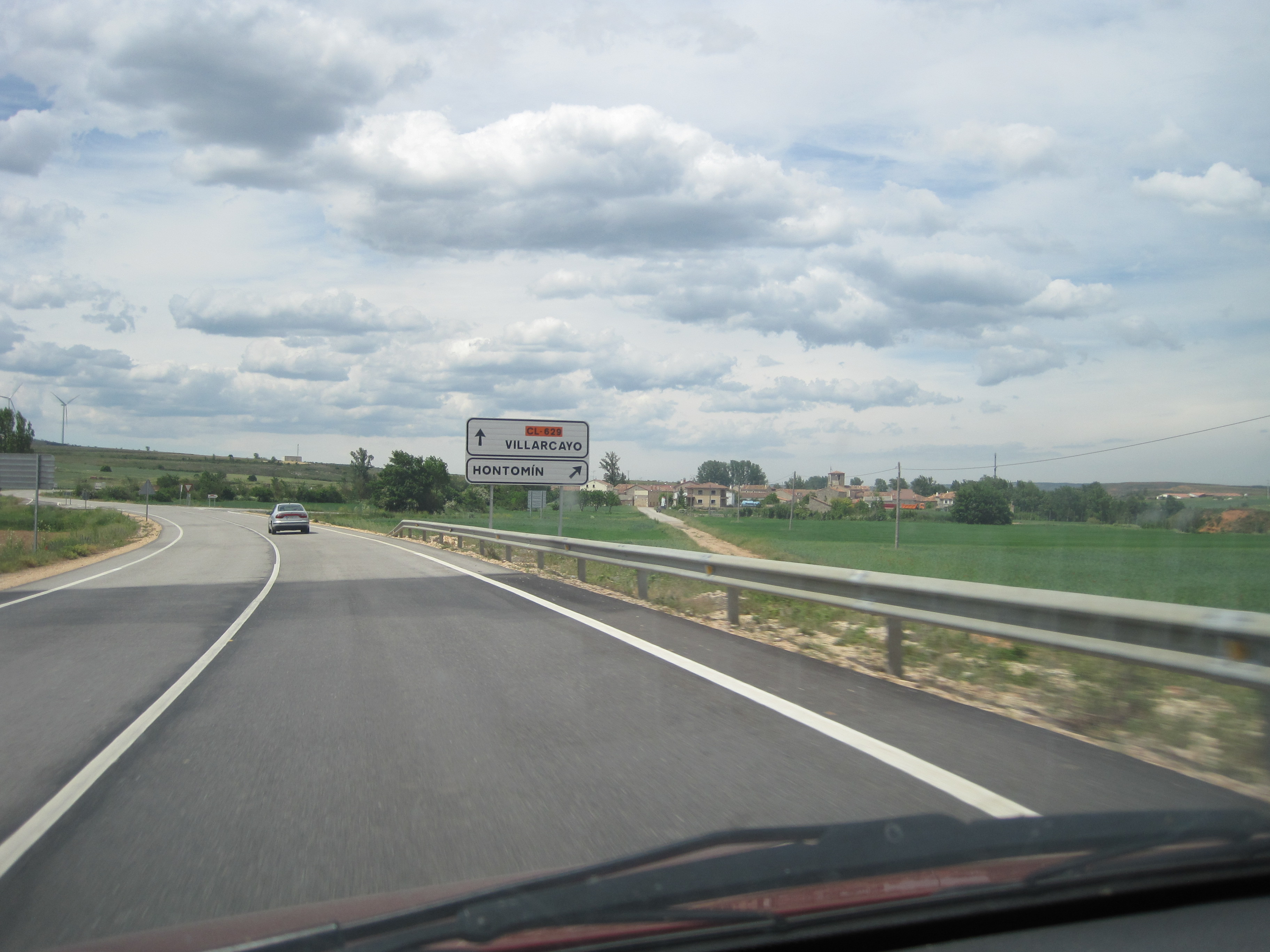
La CL-629 realiza la variante por el oeste de la localidad.

Al oeste de la localidad y entre los puntos kilométricos 27 y 28 se sitúa la variante de la carretera autonómica  CL-629  de Sotopalacios  N-623  a El Berrón  BI-636  pasando por Villarcayo y también por el puerto de La Mazorra.

### Autobús interurbano
La compañía ALSA une la localidad con Burgos y Medina de Pomar.

## Demografía
| Gráfica de evolución demográfica de Hontomín entre 1842 y 1970 |
| |
| Población de derecho según los censos de población del INE. Población de hecho según los censos de población del INE.En estos censos se denominaba Ontomín: 1860, 1877 y 1887. Entre el censo de 1981 y el anterior, este municipio desaparece porque se agrupa en el municipio Merindad de Río Ubierna. |

En el censo de la matrícula catastral contaba con 56 hogares y 200 vecinos. En los censos de 1860 a 1887 se denominaba Ontomín .
Entre el censo de 1981 y el anterior, este municipio desaparece porque se agrupa en el municipio 09906 Merindad de Río Ubierna, contaba con una extensión superficial de 2294 ha y 157 habitantes.
| 1842 | 1857 | 1860 | 1877 | 1887 | 1897 | 1900 | 1910 | 1920 | 1930 | 1940 | 1950 | 1960 | 1970 | 1997 | 2006 | 2007 | 2010 | 2014 |
| ---- | ---- | ---- | ---- | ---- | ---- | ---- | ---- | ---- | ---- | ---- | ---- | ---- | ---- | ---- | ---- | ---- | ---- | ---- |
| 200  | 363  | 396  | 353  | 338  | 325  | 311  | 333  | 294  | 304  | 268  | 302  | 266  | 157  | 97   | 88   | 76   | 86   | 65   |

## Historia
El arca con los documentos y ejecutorias de los caballeros de la Hermandad de Muy Ilustres Caballeros Hijosdalgo de Río Ubierna e Infanzones de Vivar del Cid, quedaba en casa de un hijodalgo de Ubierna, custodiando sus dos llaves, dos hijosdalgo claveros que habían de ser vecinos de las dos solas villa de "Ontomín" y "Soto Palacios".
Lugar que formaba parte, de la Jurisdicción de Río Ubierna en el Partido de Burgos , uno de los catorce que formaban la Intendencia de Burgos, durante el periodo comprendido entre 1785 y 1833, en el Censo de Floridablanca de 1787 , jurisdicción de realengo, alcalde pedáneo.

### Ruta de Carlos V
Después de haber descansado en Pesadas de Burgos el Emperador emprendió rumbo hacia la capital, el día 12 de octubre pernoctaría en Hontomín.

## Lugares de interés

### Arquitectura civil
Casa de Carlos V
La casa donde durmió Carlos V se encuentra en los alrededores de la iglesia de San Lorenzo, de estilo románico. Curiosa es la leyenda que cuentan algunos de los pocos habitantes que quedan en el pueblo conocedores de ella, la de las cuevas cercanas a la villa. Dicen que se comunicaban directamente con el altar de la iglesia, lo que permitía que las gentes pudieran refugiarse en ellas. Versión posible por el carácter kárstico del Páramo de Masa.
Puente
De traza medieval, posee un único ojo, bajo el cual discurre el cauce del río Homino. Bordea la localidad de norte a sur por el linde este.
Casas blasonadas
Fuente y abrevadero

### Arquitectura religiosa
Iglesia de San Lorenzo, Hontomin
Campanario rehabilitado y en 2010 con campanadas coincidiendo con las horas.

## Almacenamiento de CO2
Albergará la primera planta experimental de almacenamiento de CO2 promovida por la Fundación Ciudad de la Energía (Ciuden), más de un centenar de investigadores ‘desentrañan’ el subsuelo mediante una campaña sísmica a desarrollarse en un área de 35 km/2 y 1.500 metros de profundidad. Obteniendo una imagen en tres 3D dimensiones. Con estos datos se podrá ensayar la inyección de Dióxido de carbono para su almacenamiento en estos acuíferos salinos profundos.
- Almacenamiento geológico industrial de CO2

Actualmente, los pozos de almacenamiento se encuentran en construcción.

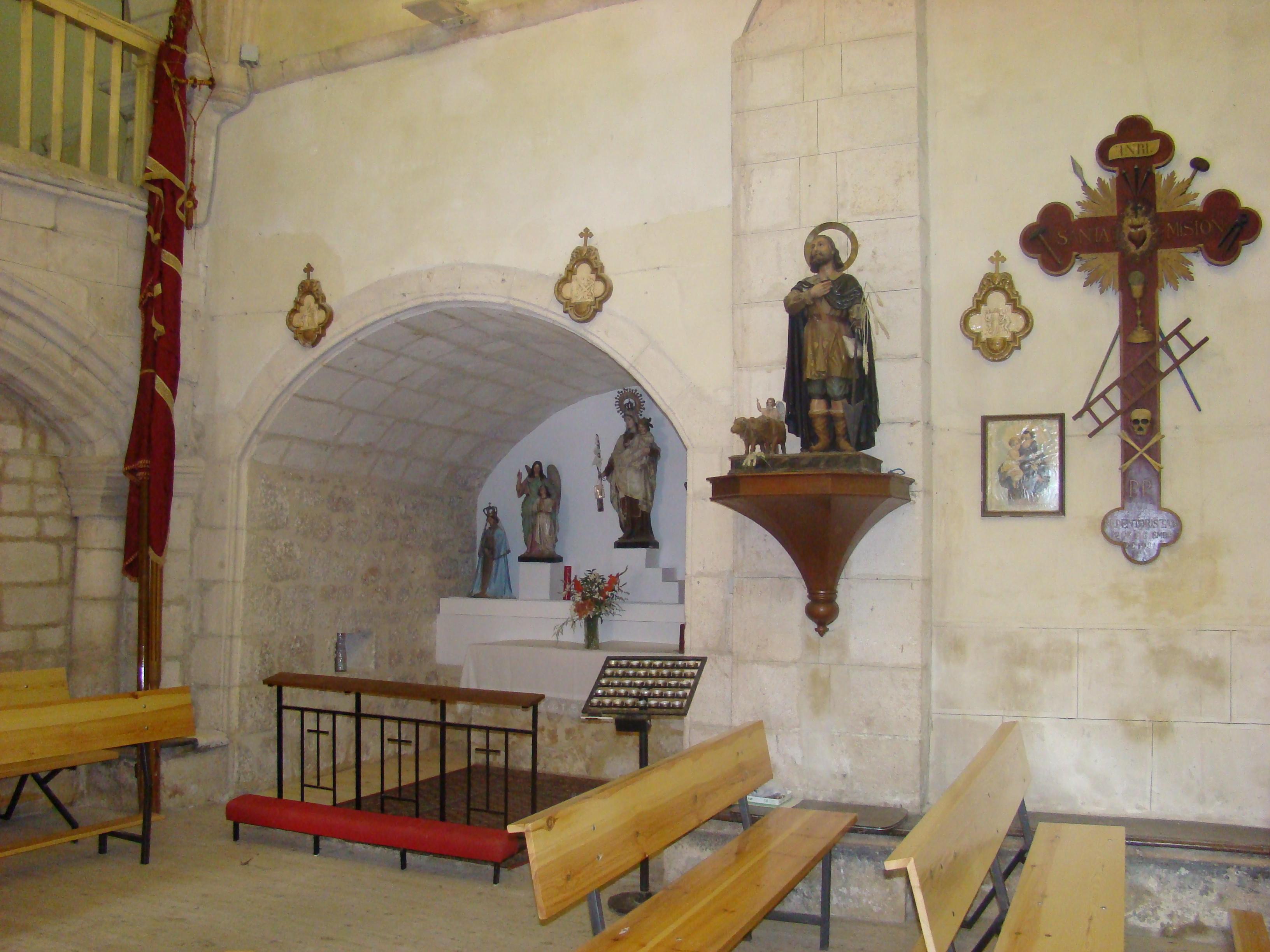
Iglesia San Lorenzo